# Unione Sportiva Poggibonsi 1994-1995
Questa voce raccoglie le informazioni riguardanti l'Unione Sportiva Poggibonsi nelle competizioni ufficiali della stagione 1994-1995.

## Rosa
| N. |                   | Ruolo | Calciatore               |  |
| -- | ----------------- | ----- | ------------------------ |  |
|    | Italia (bandiera) | A     | Francesco Arricchiello   |  |
|    | Italia (bandiera) | A     | Sacha Bianchi            |  |
|    | Italia (bandiera) | C     | Vincenzo Caccavalle      |  |
|    | Italia (bandiera) | P     | Fabrizio Calattini       |  |
|    | Italia (bandiera) | D     | Antonio Caridi           |  |
|    | Italia (bandiera) | D     | Stefano Carobbi          |  |
|    | Italia (bandiera) | D     | Michele Coppola          |  |
|    | Italia (bandiera) | A     | Bernardo Corradi         |  |
|    | Italia (bandiera) | A     | Stefano Cuccù            |  |
|    | Italia (bandiera) | C     | Massimiliano De Girolamo |  |
|    | Italia (bandiera) | D     | Marco Falossi            |  |
|    | Italia (bandiera) | A     | Salvatore Fusci          |  |
|    | Italia (bandiera) | C     | Rudy Gianneschi          |  |
|    | Italia (bandiera) | D     | Massimiliano Gori        |  |
|    | Italia (bandiera) | D     | Federico Magrini         |  |

| N. |                   | Ruolo | Calciatore           |
| -- | ----------------- | ----- | -------------------- |
|    | Italia (bandiera) | C     | Lamberto Magrini     |
|    | Italia (bandiera) | C     | Gianni Margheriti    |
|    | Italia (bandiera) | A     | Marco Pacella        |
|    | Italia (bandiera) | C     | Alessandro Pagliuca  |
|    | Italia (bandiera) | C     | Gionatan Mangani     |
|    | Italia (bandiera) | P     | Luca Raglianti       |
|    | Italia (bandiera) | C     | Federico Rossi       |
|    | Italia (bandiera) | A     | Roberto Rovani       |
|    | Italia (bandiera) | D     | Graziano Saventi     |
|    | Italia (bandiera) | D     | Alessandro Signorini |
|    | Italia (bandiera) | P     | Samuele Stella       |
|    | Italia (bandiera) | C     | Donato Terrevoli     |
|    | Italia (bandiera) |       | Torresi              |
|    | Italia (bandiera) | D     | Davide Venturelli    |
|    | Italia (bandiera) | A     | Simone Vespignani    |